# Saint-Pargoire
Saint-Pargoire là một xã thuộc tỉnh Hérault trong vùng Occitanie phía nam nước Pháp.